# Березовская, Надежда Николаевна
Надежда Николаевна Березовская (15 января 1908; с. Сырнево, Рыбинский уезд, Российская империя — 11 июня 1997; Москва, Россия) — советская и российская актриса театра и кино.

## Биография
Родилась 15 января 1908 года в селе Сырнево Рыбинского уезда. Отец по специальности являлся техником-строителем, мать была домашней хозяйкой.
Училась в Ярославской опытно-показательной школе, где после семи классов поступила в Ярославский театральный техникум. Спустя два года данное учебное заведение закрылось и Березовская отправилась в Москву для продолжения дальнейшего образования и опыта. В Москве Березовская стала студийкой театральной студии под руководством Юрия Заводского и после одного зимнего сезона перешла в Государственную экспериментальную театральную мастерскую под руководством В. Э. Мейерхольда. После окончания театральной мастерской, Березовская осталась работать в ГОСТИМе. Там влилась в коллектив и отыграла много театральных ролей, после чего перешла в Реалистический театр, где сыграла ещё больше ролей. После того, как произошло слияние между Камерным и Реалистическим театром, Березовская осталась в первом из них. С началом личной жизни обосновалась в Ярославле. Во время Великой Отечественной войны женщина эвакуировалась в Казахстан, играла временно в Алма-Атинском театре драмы, позже переехала в Рыбинск, где работала в местном городском театре. Спустя время вернулась в Москву и числилась в Московском театре миниатюр.
Ушла из жизни 11 июня 1997 года в Москве. Урна с прахом захоронена в колумбарии Ваганьковского кладбища.

### Личная жизнь
В первом браке была замужем за театральным критиком И. И. Юзовским, в их семье родился сын Михаил. Спустя годы развелись. Повторно сумела выйти замуж за военного, который был на пятнадцать лет младше артистки.

## Фильмография
- 1935–1937 — Бежин луг — Настёнка
- 1938 — В людях — Сергеева
- 1941 — Как поссорился Иван Иванович с Иваном Никифоровичем — Гапка